# Cyphostemma macrocarpum
Cyphostemma macrocarpum är en vinväxtart som beskrevs av Descoings. Cyphostemma macrocarpum ingår i släktet Cyphostemma och familjen vinväxter. Utöver nominatformen finns också underarten C. m. minutifolium.